# Drüben
drüben war ein 20-minütiges Politmagazin des ZDF, das vom 9. Januar 1966 bis zum 23. September 1973 ausgestrahlt wurde. Die von Hanns Werner Schwarze konzipierte und moderierte Fernsehsendung berichtete über Politik, Wirtschaft, Kultur und Alltag in der DDR.
In Meinungsumfragen des Allensbacher Instituts für Demoskopie wurden Bundesbürger zu ihrem Wissen über die DDR befragt, während in der Rubrik Von drüben zurück westliche Besucher der DDR ihre Erfahrungen teilten.
Die Sendung lief sonntags unmittelbar vor dem Hauptabendprogramm, zunächst um 19:40 Uhr, später um 19:55 Uhr, meist im 14-tägigen Wechsel mit den Bonner Perspektiven, und war erst das zweite politische Magazin des ZDF. Zuvor hatte es einen kurzlebigen Versuch unter dem Namen In diesen Tagen gegeben.
Nach 180 Sendungen wurde die Magazinsendung eingestellt. Kennzeichen D übernahm viele Themen von drüben.